# 1805

## Esdeveniments
Països Catalans
Resta del món
- 10 de febrer - Espanya: s'hi prohibeixen per decret les corregudes de toros.
- 17 de març - Regne napoleònic d'Itàlia: Neix al Regne d'Itàlia sota el regnat de Napoleó Bonaparte.
- 26 de maig - Catedral de Milà, Milà Regne napoleònic d'Itàlia: Napoleó Bonaparte fou coronat rei d'Itàlia.
- Es convoca la Tercera Coalició contra Napoleó
- 22 - 23 de juliol - Cap Finisterre (Galícia): la Royal Navy va impedir que la flota francesa passés cap al canal de la Mànega perquè Napoleó pogués envair Anglaterra en la Batalla del Cap Finisterre de 1805 durant la guerra de la Tercera Coalició.
- 14 d'octubre - Elchingen (Baviera, Alemanya): les tropes de la Primera República Francesa guanyen contra els austríacs en la batalla d'Elchingen en el marc de la guerra de la Tercera Coalició.
- 16 d'octubre - Batalla d'Ulm, conflicte entre França i Àustria.[1]
- 2 de desembre - Austerlitz (Moràvia, República Txeca): Napoleó va guanyar la batalla d'Austerlitz contra els exèrcits rus i austríac i que va significar la destrossa de la Tercera Coalició.
- 26 de desembre - Àustria i França signen el Tractat de Pressburg, que posa fí a la guerra de la Tercera Coalició.
- Dafir s'estableix a Iraq

## Naixements
Països Catalans
Resta del món
- 8 de febrer - Lo Puget Tenier, Alps Marítims (Occitània): Louis Auguste Blanqui, polític i periodista francès (m. 1881).[2]

- 13 de febrer - Düren: Johann Peter Gustav Lejeune Dirichlet, matemàtic (m. 1859).
- 20 de febrer - Charleston, Carolina del Sud: Angelina Grimk, sufragista i abolicionista americana.[3]
- 2 d'abril - Odense, Dinamarca: Hans Christian Andersen, escriptor danès (m. 1875).[4]
- 22 de juny - Gènova, Itàlia: Giuseppe Mazzini, patriota, polític i filòsof italià (m. 1872).[5]
- 5 de juliol, Suffolk, Anglaterra: Robert FitzRoy, explorador i meteoròleg anglès (m. 1865).[6]
- 26 de juliol, Roma: Constantino Brumidi, pintor
- 29 de juliol, París (França): Alexis de Tocqueville pensador, jurista, polític i historiador francès (m. 1859).[7]
- 7 de setembre, Valenciennes, Nord - Pas de Calais: Julie Dorus-Gras, cantant d'òpera francesa (m. 1896).[8]
- 19 de novembre - Versalles, França: Ferdinand de Lesseps, diplomàtic i empresari francès (m. 1894).
- 31 de desembre, Frankfurt del Main, Hessen: Marie d'Agoult, escriptora francesa (m. 1876).[9]

## Necrològiques
Països Catalans
Resta del món
- 14 de març - Pequín, Xina: Ji Yun, polític i escriptor xinès (n. 1724).[10]
- 28 de maig - Madrid (Espanya): Luigi Boccherini, violoncel·lista i compositor italià (n. 1743)[11]
- 21 d'octubre - Barbate, Andalusia: Horatio Nelson, 1r Vescomte Nelson, 1r Baró Nelson del Nil, de Burham Thorpe i d'Hilborough, contraalmirall anglès.(n. 1758).[12]
- Friedrich von Schiller